# Ošelín

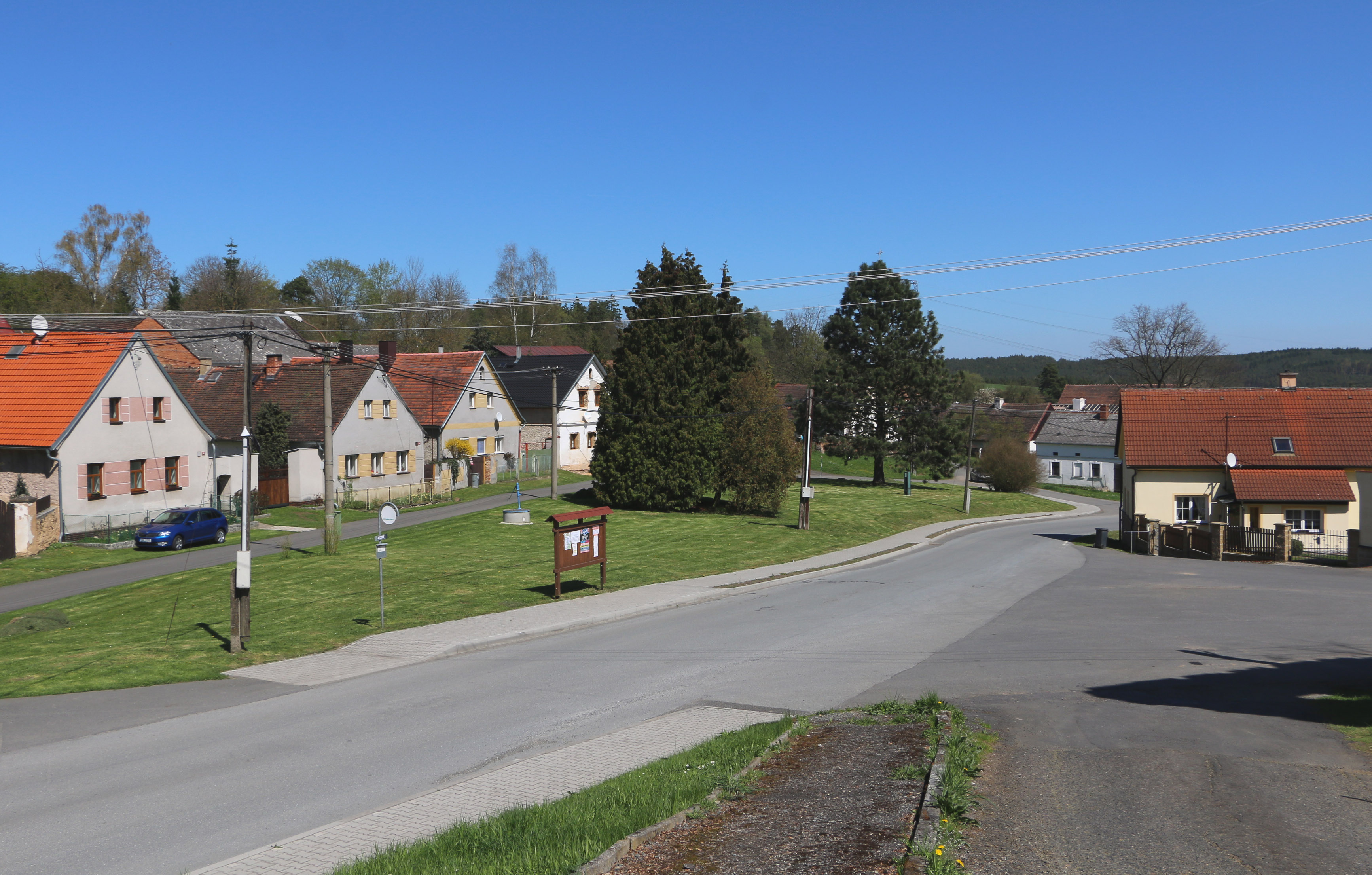
Das Dorfplatz

Ošelín (deutsch Oschelin) ist eine Gemeinde mit 166 Einwohnern (Stand: 1. Januar 2023)  in Tschechien. Sie liegt 11 km nordwestlich von Stříbro in einer Höhe von 478 m ü. M.
Das Dorf befindet sich auf einer Hochfläche rechts des Tales der Mies über der Einmündung der Šárka. Zwei km nördlich des Ortes liegt im Tal an der Bahnstrecke Plzeň–Cheb der Haltepunkt Ošelín. Im Süden des Gemeindegebietes verläuft die Trasse des Dálnice 5 / Europastraße 50.

## Geschichte
Die erste Erwähnung des Ortes stammt aus dem Jahre 1379. Bis zur Aufhebung der Patrimonialherrschaften war Oschelin zwischen den Herrschaften Weseritz und Schweißing geteilt. 1939 lebten in Oschelin einschließlich der Ortsteile Goßlau, Ober- und Mittelplesau 432 Menschen. In der Zeit vom 1. Januar 1980 bis 24. November 1990 war Ošelín ein Ortsteil von Svojšín.
Bedeutendste Bauwerke sind die barocke Bartholomäus-Kirche und das oberhalb des Dorfes befindliche Barockschloss. Die rechteckige Schlossanlage mit einer Durchfahrt und Mansarddächern entstand in der 2. Hälfte des 18. Jahrhunderts an der Stelle einer mittelalterlichen Feste. Teile der Kellergewölbe stammen noch von diesem Vorgängerbau. Nutzer der Gebäude sind heute die Gemeinde und die Post.
Die ursprünglich gotische Pfarrkirche erhielt ihre heutige Gestalt im Jahre 1722. Sie wurde am höchsten Punkt des Dorfes errichtet und ist von Linden umgeben.

## Gemeindegliederung
Die Gemeinde Ošelín besteht aus den Ortsteilen Lobzy (Labes), Horní Plezom (Oberplesau), Ošelín, Plezom, auch Střední Plezom (Mittelplesau) und Dolní Plezom (Unterplesau). Grundsiedlungseinheiten sind Dolní Plezom, Horní Plezom, Lobzy und Ošelín.
Das Gemeindegebiet gliedert sich in die Katastralbezirke Dolní Plezom, Horní Plezom, Lobzy u Ošelína und Ošelín.
Auf der Gemeindeflur befindet sich die aufgelassene Ortschaft Kozlov (Goßlau).

## Sehenswürdigkeiten
- Jüdischer Friedhof